# Космос-2392
Космос-2392 је један од преко 2400 совјетских вјештачких сателита лансираних у оквиру програма Космос.
Космос-2392 је лансиран са космодрома Тјуратам, Бајконур, Казахстан, 25. јула 2002. Ракета-носач Протон-К је поставила сателит у орбиту око планете Земље. 